# Davis Mills
(en) Statistiques sur pro-football-reference
Davis Compton Mills, né le 21 octobre 1998 à Atlanta en Géorgie, est un joueur américain de football américain. Il évolue au poste de quarterback pour les Texans de Houston dans la NFL depuis 2021.

## Biographie

### Carrière universitaire
Mills attire l'attention des médias nationaux dès 2016, alors qu'il est toujours au lycée. Considéré comme l'un des meilleurs espoirs au poste de quarterback de la classe de 2017, son absence du Army All-American Bowl ainsi que sa décision de joindre le Cardinal de Stanford font également réagir,.

### Carrière professionnelle
Après sa carrière universitaire, Mills est sélectionné au 67e rang par les Texans de Houston lors de la draft 2021 de la NFL. À la suite d'une blessure de Tyrod Taylor, Mills devient le quarterback titulaire des Texans durant sa saison de débutant. Bien que l'organisation ait originellement prévu de laisser Mills apprendre sur le banc lors de sa première campagne, il se montre compétent lors de ses débuts. Ceci lui permet de devenir le quarterback titulaire pressenti pour l'équipe en 2022.
Sa deuxième saison dans la ligue est cependant beaucoup plus difficile. Mills régresse et ne remporte qu'un victoire en dix matchs en début de saison. Il est alors remplacé temporairement par Kyle Allen comme quarterback partant. Il revient éventuellement au jeu, mais les Texans utilise le deuxième choix au total lors du draft de 2023 pour sélectionner C. J. Stroud, pressenti pour remplacer Mills comme partant au cours la saison 2023.